# Chiosura
 (mai 2014).
Le Chiosura est un petit fleuve côtier français du département Haute-Corse de la région Corse qui se jette dans la mer Tyrrhénienne.

## Géographie
D'une longueur de 12,2 kilomètres, le Chiosura ou ruisseau de Val Chiarasgio - selon le SANDRE - prend sa source sur la commune de Linguizzetta à l'altitude 945 mètres, dans le Mont Sant Appiano, au sud-est et à 400 mètres environ de la Pointe de Campana  (1 093 m).
Il coule globalement du nord-ouest vers le sud-est.
Il a son embouchure sur la commune de Linguizzetta, à l'altitude 0 mètres dans la mer Tyrrhénienne près du camping naturiste : Corsicana Forêt (au nord de Corsicana Village).
Les cours d'eau voisins sont la Bravona au sud et avant la ville d'Aléria et au nord la rivière d'Alistro, puis l'Alesani.

### Communes et cantons traversés
Dans le seul département de la Haute-Corse, le Chiosura traverse une seule commune et donc un seul canton :
- (source et embouchure) Linguizzetta[note 1].

Soit en termes de cantons, le Chiosura prend source et a son embouchure dans le seul ancien canton de Moïta-Verde, donc aujourd'hui le canton de Ghisonaccia, dans l'arrondissement de Corte.

### Bassin versant
La superficie du bassin versant côtier de la rivière d'Alesani incluse à la rivière de Bravona (Y920) est de 126 km2. Le bassin versant est d'environ 65 km2 si l'on prend la superficie de la commune de Linguizzetta.

### Organisme gestionnaire
L'organisme gestionnaire est le Comité de bassin de Corse, depuis la loi corse du 22 janvier 2002.

## Affluents
Le Chiosura a trois affluents référencés :
- le ruisseau de Sculimerda (rg[note 2]) 1,8 km, sur la seule commune de Linguizzetta près des lieux-dits Terra Rossa et Sandali.
- le ruisseau de Farinaccio (rg) 4,7 km, sur la seule commune de Linguizzetta.
- ----- le ruisseau de Campo Vecchio (rd) 5,2 km, qui traverse les marais de la Grustiniana, sur la seule commune de Linguizzetta[note 3] avec un affluent :
  - le ruisseau de Bottari (rg) 2,7 km, sur la seule commune de Linguizzetta.

- Géoportail signale aussi en partie haute et droite le ravin de Castelletto.

### Rang de Strahler
Le rang de Strahler est de trois par le ruisseau de Campo Vecchio et le ruisseau de Bottari.